# لومینرس
لومینرس گروه موسیقی آمریکایی در سبک فولک راک است که در ناحیه دنور، کلرادو مستقر است. اعضای مؤسس گروه وسلی شولتز (خواننده و گیتاریست) و جرمایا فریتس (درام، پیانو و پرکاشن) هستند. شولتز و فریتس از سال ۲۰۰۵ در نیو جرسی با هم آغاز به کار کردند.